# 역외 폴리네시아

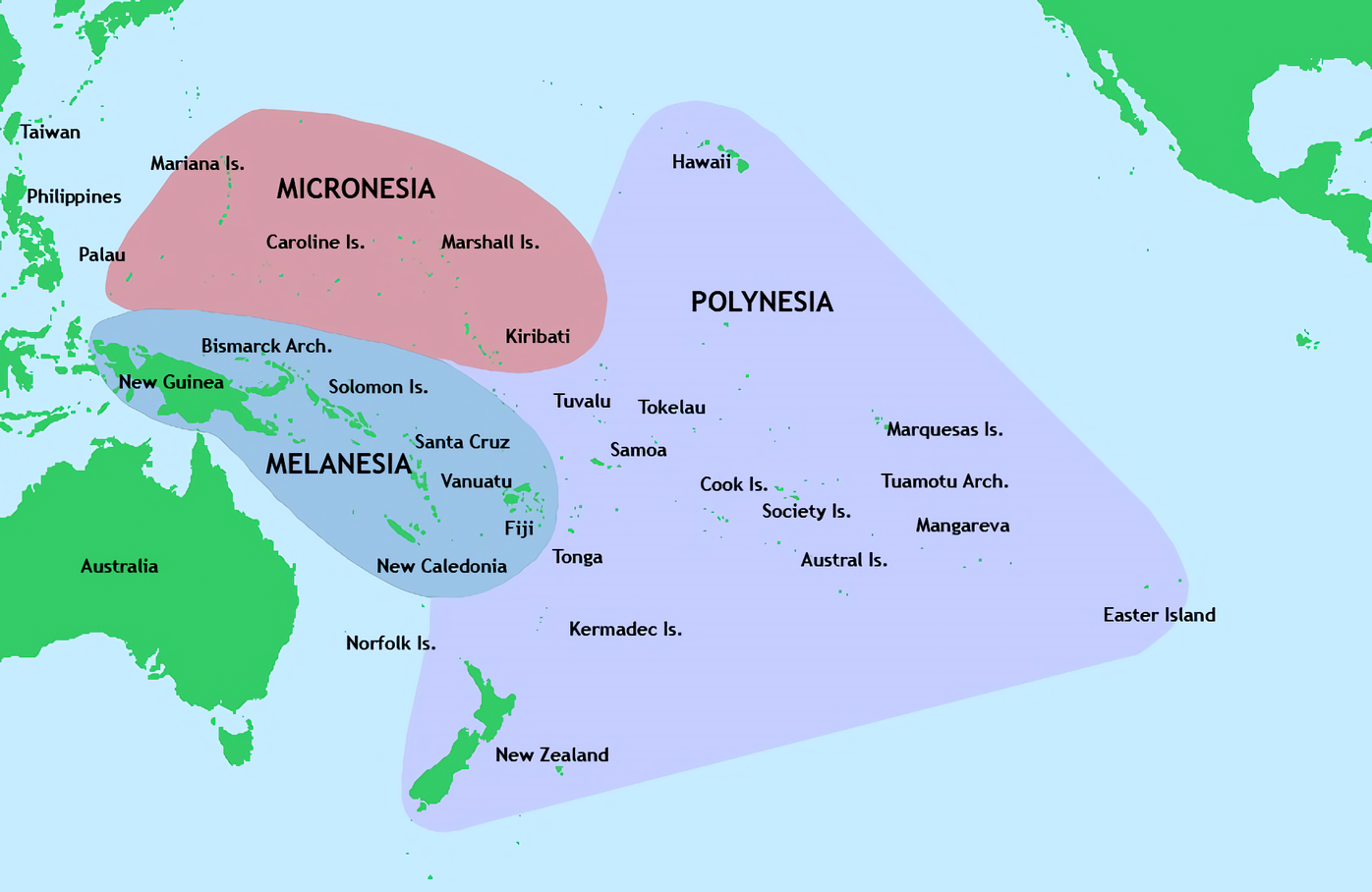
태평양에서 폴리네시아, 멜라네시아, 미크로네시아의 위치

역외 폴리네시아(域外―, 영어: Polynesian outlier)는 지리적으로 폴리네시아 삼각형 바깥에 있지만 문화적으로 폴리네시아인 지역이다. 태평양의 나머지 지역인 멜라네시아와 미크로네시아에 분포한다. 고고학적·언어학적 증거에 따르면 역외 폴리네시아 섬들은 주로 통가, 사모아, 투발루에서 온 폴리네시아 항해자들에게 정복된 것으로 보인다.
폴리네시아 삼각형에서 가장 가까운 역외 지역인 아누타섬과 티코피아섬(솔로몬 제도)은 대략 10세기에서 13세기 사이에 폴리네시아인이 처음 정착했고, 그 뒤로도 여러 차례 이주의 물결이 있었다. 반면에 가장 먼 지역인 누쿠오로섬(미크로네시아)은 18세기에야 폴리네시아인이 살기 시작했다.

## 정의
폴리네시아에는 수천 개의 섬이 속하며 그 대부분은 하와이, 이스터섬, 뉴질랜드가 이루는 삼각형 안에 들어온다. 이 폴리네시아 삼각형 바깥의 멜라네시아와 미크로네시아 지역에 있는 십여 곳의 섬 주민들도 폴리네시아어군 언어를 사용한다. 이 섬들은 대부분 작고 서로 멀리 떨어져 있으며, 이들을 통틀어 역외 폴리네시아라고 부른다.
역외 폴리네시아인들은 대체로 폴리네시아 삼각형 주민들과 비슷한 특징을 갖고 있다. 폴리네시아인은 보통 갈색 피부와 검은 곱슬머리, 근육질의 큰 체구를 지녔다.
역외 폴리네시아의 주민 모두가 명백히 폴리네시아 언어를 사용한다는 사실은 그들의 조상들이 폴리네시아의 고향으로부터 이주한 지 오래되지 않았음을 시사한다. 일부 지역의 주민들은 멜라네시아인 또는 미크로네시아인과 가까운 곳에 정착하여 언어 접촉을 겪은 것으로 보인다. 또 다른 지역의 주민들은 지리적·환경적·문화적 이유로 격리되어 보다 전형적인 폴리네시아의 특징을 지닌다.

## 지리

역외 폴리네시아(붉은색)와 폴리네시아 원향(붉은 영역)의 지도

역외 폴리네시아 문화는 오늘날 태평양의 다섯 개 국가에 자리한다.
- 미크로네시아 연방: 카핑아마랑이 환초, 누쿠오로 환초
- 파푸아뉴기니(부건빌 자치주): 누구리아 제도, 누쿠마누 제도, 타쿠 환초
- 솔로몬 제도: 아누타섬, 벨로나섬, 온통자바 환초, 렌넬섬, 시카이아나 환초, 티코피아섬, 바에아카우·타우마코(더프 제도와 리프 제도)
- 바누아투: 에마에섬, 멜레섬, 아니와섬, 푸투나섬
- 누벨칼레도니: 우베아섬

## 언어
미크로네시아, 파푸아뉴기니, 북부 솔로몬 제도의 폴리네시아 문화는 엘리스어군 언어를 쓰며, 남부 솔로몬 제도, 바누아투, 누벨칼레도니의 폴리네시아 문화는 푸투나어군 언어를 쓴다. 이 두 어군은 함께 핵심 폴리네시아어군을 이룬다. 일부 지역의 주민들은 폴리네시아어와 함께 그 지역의 멜라네시아·미크로네시아 언어를 말하기도 한다.